# Friedrich Karl von Tettenborn
Friedrich Karl Freiherr von Tettenborn (19 de febrero de 1778, Condado de Sponheim - 9 de diciembre de 1845, Viena) fue un famoso comandante de caballería en los ejércitos austríaco y ruso durante las guerras napoleónicas.

## Biografía
Tettenborn estudió primero ciencia forestal en el Waltershausen y después en las Universidades de Göttingen y Jena. En 1794 se unió al Ejército austríaco y rápidamente alcanzó el grado de capitán durante las guerras revolucionarias francesas y las guerras napoleónicas. En la guerra austro-francesa estuvo en 1805 en el ejército a las órdenes de Mack, que se dispersó después de levantar el sitio de Ulm. En la batalla de Wagram (1809), alcanzó el rango de mayor. Después del Tratado de Schönbrunn acompañó al príncipe Schwarzenberg a París.
Con el estallido de la guerra rusa de 1812, ingresó en el Ejército ruso como teniente coronel. A la cabeza de la vanguardia de Kutuzov, fue de nuevo el primero en participar en la batalla de Moscú, persiguiendo a los franceses hasta el río Berezina a la cabeza de la caballería ligera, levantando el sitio de Vilnus, yendo más allá del río Neman, dando caza a MacDonald a través de Prusia Oriental y ocupando Königsberg.
Nombrado oberst, cruzó el Vístula y el Óder, uniéndose con el general Tschernischew en Landsberg y después avanzando a Berlín. Desde allí, fue enviado a Hamburgo, ocupándola el 18 de marzo de 1813 después de hacer retroceder a Morand al Bergedorf en la margen izquierda del Elbufer. Sin embargo, tuvo que abandonar la ciudad ante el avance de Davout el 30 de mayo. Sus acciones en Hamburgo son juzgadas críticamente. Fahl escribe sobre von Tettenborn sobre ese momento "que consideró Hamburgo un lugar favorable para enriquecerse y para llevar una vida derrochadora. Se esforzó menos por la defensa real de la ciudad que por recoger una recompensa honoraria de 5000 Friedriches d'or y por ser nombrado ciudadano honorario. Fue el primer ciudadano honorario de Hamburgo."
Después luchó a las órdenes de Wallmoden contra Davout y contra Pécheux, tras cuya derrota tomó Bremen el 15 de octubre. En enero de 1814 fue delegado para utilizar un cuerpo de caballería ligera para mantener las comunicaciones entre los muchos diferentes ejércitos aliados separados operando en Francia.
Tras la paz, se retiró a sus fincas, y en 1818 abandonó el servicio de Rusia para unirse al de Baden. Aquí resolvió las diferencias territoriales entre Baden y Baviera y fue activo en la fundación de la constitución. En 1819 fue a Viena como enviado, donde murió el 9 de diciembre de 1845.